# Marbres d'Arundel

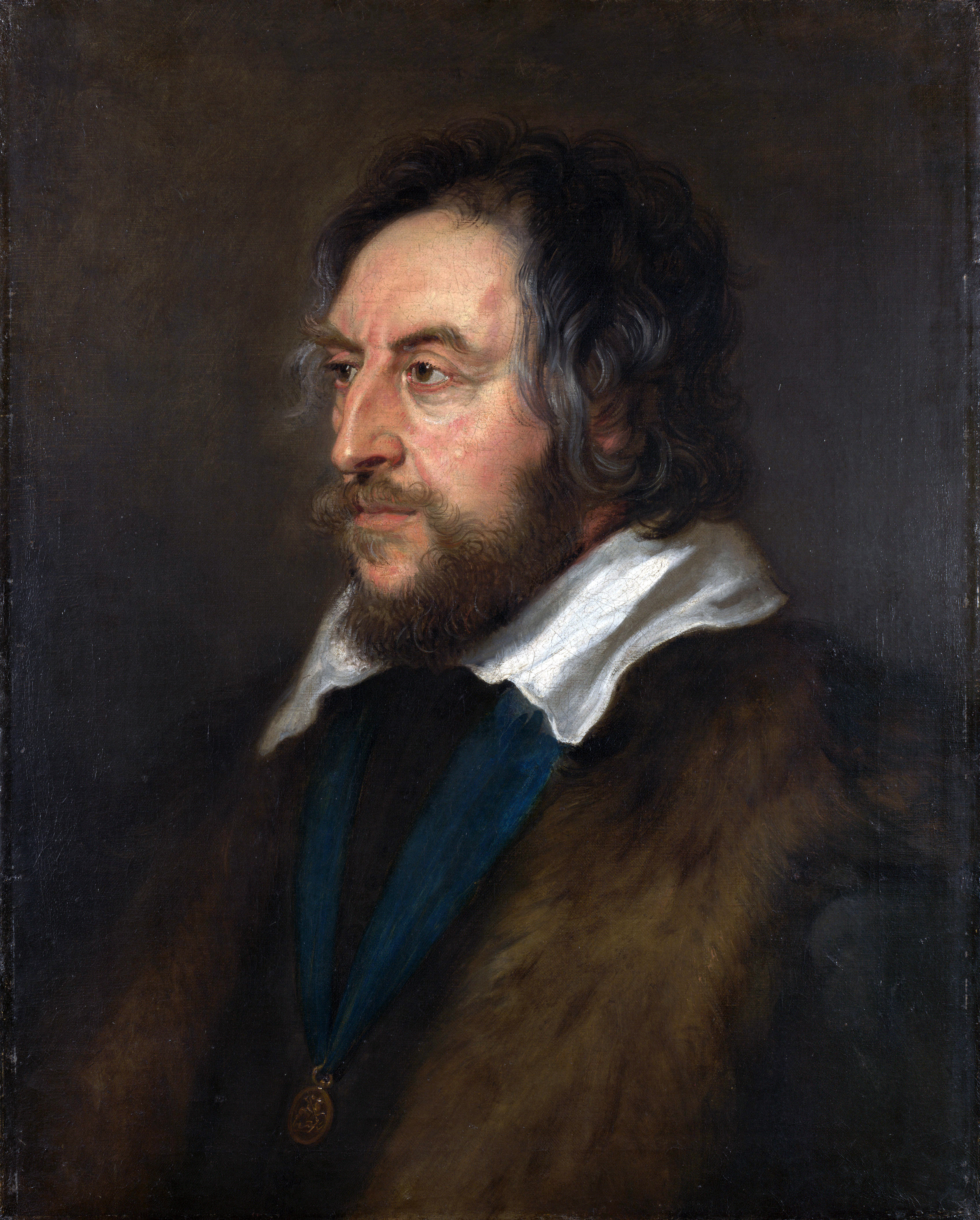
Thomas Howard, col·leccionista.

Els marbres d'Arundel, també coneguts com a marbres de Paros o marbres d'Oxford, són una col·lecció de marbres grecs recopilats a principis del segle xvii per Thomas Howard, 21è comte d'Arundel, i que, actualment, pertanyen al Museu Ashmolean, de l'Oxford University.

## Història
Thomas Howard, 21è comte d'Arundel, va enviar a Llevant a Guillem Petty per recollir tota mena de monuments preciosos de l'antiguitat, i aquest va descobrir els marbres d'Arundel a l'illa de Paros.
El comte d'Arundel va col·locar aquests marbres a les sales i jardins del seu palau als marges del Tàmesi. Alguns d'aquests marbres van ser robats, desfigurats, trencats i fins i tot es van fer servir en èpoques de turbulència per a finalitats arquitectòniques, com ara reparar xemeneies o portes.
Després de la mort del comte, la seva col·lecció (que incloïa també nombroses monedes, estàtues i joies) va ser dividida entre la família.
Actualment, pertanyen al Museu Ashmolean, de la Universitat d'Oxford, com a resultat d'un regal fet pel net de Thomas Howard, Henry Howard, 6è duc de Norfolk, el 1677. Més tard, el 2n comte de Pomfret va vendre a la seva mare marbres d'Arundel que havien estat a Easton Neston. L'any 1755, aquest les va donar a l'Ashmolean, lloc on -a vegades- se'ls anomena marbres de Pomfret.

## Contingut
Els marbres contenen les èpoques més famoses de la història grega, des del regnat de Cècrops, fundador d'Atenes, fins a l'arcont Diogentes, en el qual van ser reparats, és a dir, des de 1582 aC fins al 264 aC. S'hi veu la institució de l'Areòpag, l'arribada de les colònies egípcies i fenícies, la fundació de les més il·lustres ciutats gregues, la conquesta de Troia, la creació dels arconts, la batalla de Platea, de Salamina, etc. De la gran col·lecció, la més notable és la "crònica de Paros o Chronicon marmor". Es tracta d'una gran llosa de marbre de Paros, en què està gravat, en lletres majúscules, un compendi cronològic dels esdeveniments principals de Grècia des de 1582 aC fins al 264 aC, però la crònica dels darrers 90 anys es va perdre; així doncs, la part restant acaba el 354 aC.
Els marbres d'Arundel, considerats relíquies de l'antiguitat, en alguns casos difereixen sobre relats històrics considerats com a autèntics.

## Alguns estudis sobre els marbres d'Arundel
El 1628, John Selden va publicar per suggeriment de Sir Robert Bruce Cotton, un catàleg, "Arundeliana de la Marmora", amb l'ajut de Patrick Young i Richard James. Tanmateix, hi va haver edicions de Prideaux en 1732 en foli, i de Maittaire en 1732 en foli. En 1763, Richard Chandler va publicar en foli una edició acurada de les inscripcions com a Marbres Arundelian, Marmora Oxoniensia, amb una traducció en llatí i una sèrie de suggeriments per als buits.
El 1677, Humfrey Prideaux va donar una col·lecció de làmines gravades dels marbres d'Arundel i d'altres de molt curiosos. Aquestes làmines van ser cedides a la Universitat d'Oxford amb el títol de "Marmora Oxoniensa".
L'autenticitat dels marbres d'Arundel va posar-se en dubte en una dissertació del reverent J. Robertson. Nombrosos historiadors, entre ells el professor Porson, van respondre al reverend assegurant l'autenticitat dels marbres.